# 舒翠玲
舒翠玲（1964年9月13日—），中國國民黨籍桃園市政治人物，現任桃園市議會議員、國民黨文化傳播委員會副主任委員。

## 簡歷
舒翠玲出生於澎湖縣，上海復旦大學政治學博士、國立政治大學行政管理碩士，曾代表新黨參選桃園縣第14屆議員、代表親民黨參選桃園縣第15-16屆議員、代表國民黨參選桃園縣第17屆議員皆當選，後因桃園縣升格成桃園市，代表國民黨參選第1及第2屆議員，均當選。曾任平鎮女青年會創會長、平鎮家長會長協會總會長。
2021年3月，舒翠玲被指控其與丈夫於2011年1月起詐領議員公費助理薪資達980萬3,037元新台幣。3月17日，舒翠玲在法庭上承認自己偽造文書。

## 爭議事件

### 飆罵基層公務員
2018年出席平鎮區公所會議，因不滿座位順序調動，大聲對現場公務員咆哮，遭民眾錄影並上網爆料引起軒然大波。舒翠玲隔日召開道歉記者會，坦言自己情緒管控不佳、對基層公務員口氣不當深深一鞠躬道歉，同黨議員詹江村則力挺，強調早聽聞平鎮有「滅舒計畫」，認為是政治操作。

### 詐領980萬助理費
舒翠玲被控以生病的哥哥、媽媽及友人為「人頭」詐領助理補助費，從2011年1月起至今年2月間總計詐領980萬3037元，2020年12月24日，桃園地檢署依貪污治罪條例、刑法偽造文書罪，分別將舒翠玲、擔任其辦公室主任的丈夫張曉帆，以及「人頭」林姓、陳姓友人共4人提起公訴。

## 主導的條例修訂
- 「桃園市食品安全管理自治條例」中增訂第12、13（108年）及22條（109年）：第13條「本巿不得販售日本受輻射污染地區生產、製造或加工之食品。前項之地區指日本福島、茨城、櫪木、千葉及群馬縣。本巿流通之日本食品應以中文明顯標示原產地之都、道、府、縣名。」
- 自助選物販賣機事業管理自治條例-夾娃娃機條例：
  1. 距國民中小學50公尺內，一年緩衝期後需遷離。
  2. 50-100公尺間之業者，基於信賴保護原則不在此限，但若查獲違反本條例第7條之情事者，立即停業，如仍繼續營業者，按日連續罰。

- 土石方管理自治條例：自109年2月起市內砂石車都必須加裝GPS以追蹤流向，都發局可透過即時追蹤系統，掌握砂石車位置、行進軌跡，如有砂石車進入「警示區域」將立即通報相關單位進行攔查。
- 建築管理自治條例-水電：建築物完工後必須先檢附水、電的管線完工查驗圖表，才能申領使用執照。
- 「桃園市建築工程施工損害鄰房爭議事件處理辦法」：
  1. 領有建築執照具地下室開挖之工程，起造人及承造人應向鑑定單位申請鄰房現況鑑定
  2. 前項鄰房現況鑑定範圍為基礎開挖深度一倍距離內之鄰房各層，其鑑定報告應於申報放樣勘驗時檢附。

## 外部連結
- 舒翠玲的Facebook專頁
- YouTube上的舒翠玲頻道